# Луокеский этнографический ансамбль
Луокеский этнографический ансамбль, или «Шатрия», является одним из старейших подобных коллективов в Жемайтии. Мессы он исполняет на жемайтском диалекте литовского языка. Ансамбль «Шатрия» впервые вышел на сцену 15 февраля 1972 г. во время проходившего в городке карнавала, посвященного заговенью.
Позднее ансамбль исполнял мессы не только в костелах Жемайтии, но и в Вильнюсе, гастролировал в Латвии, Эстонии, Германии и России. Выпустил две пластинки с названиями на жемайтском диалекте: Patalkiū vakaruonė («Вечеринка после толоки») и Loukės mozėkontā («Луокеские музыканты»).

## Галерея

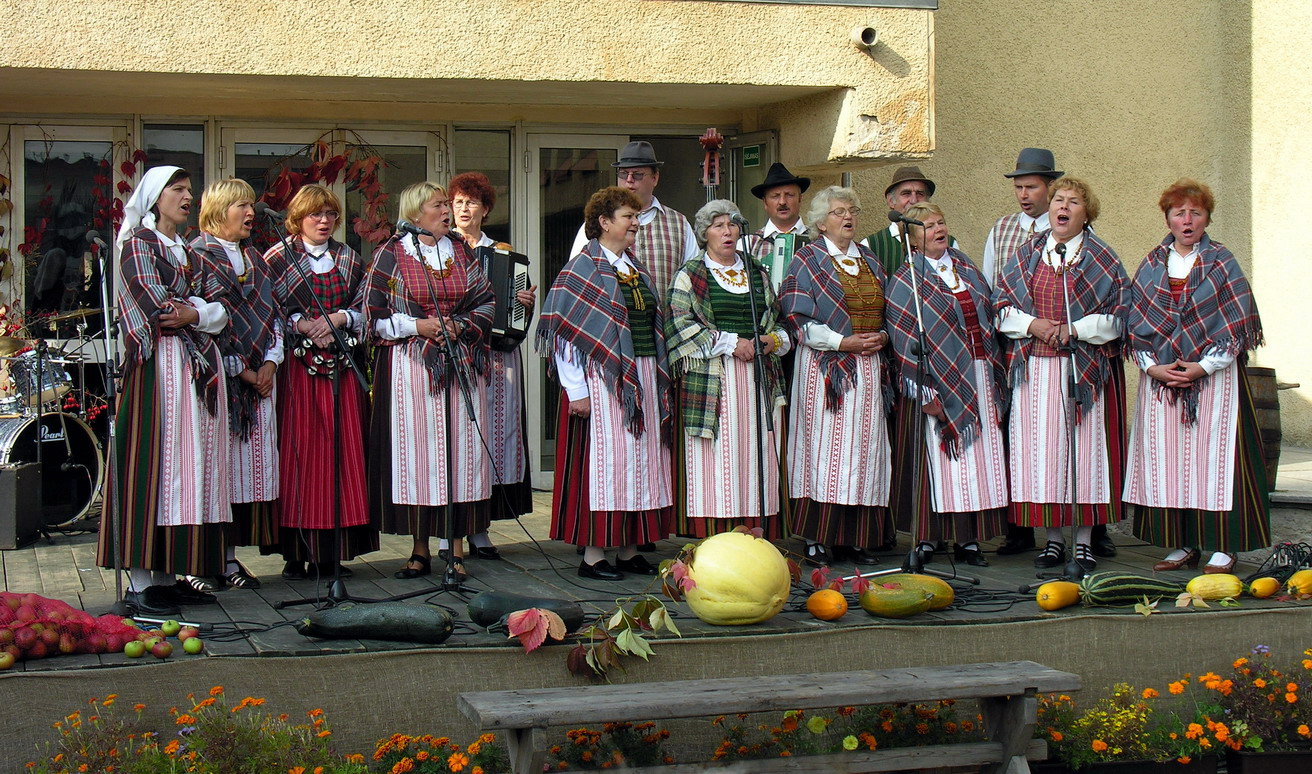
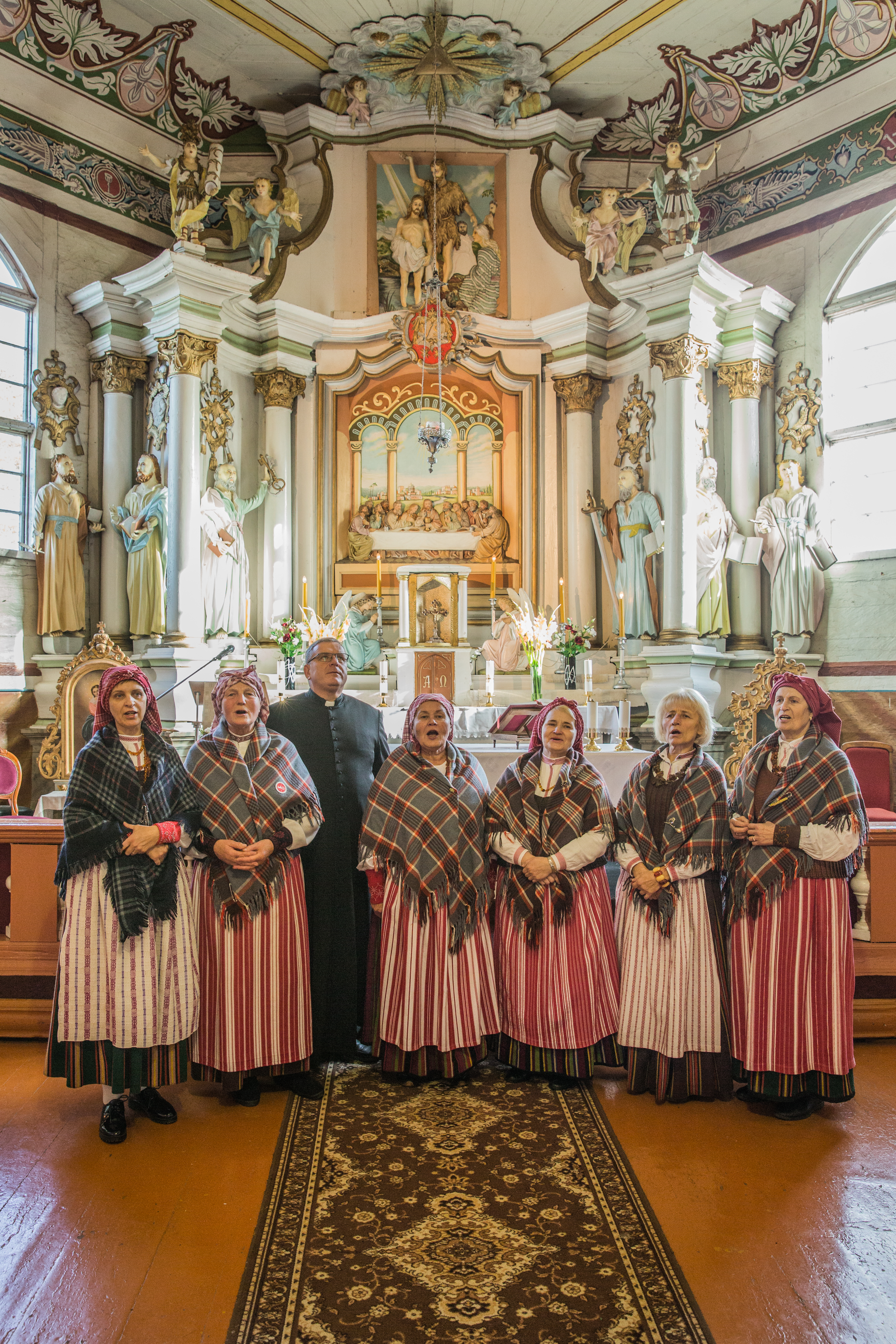
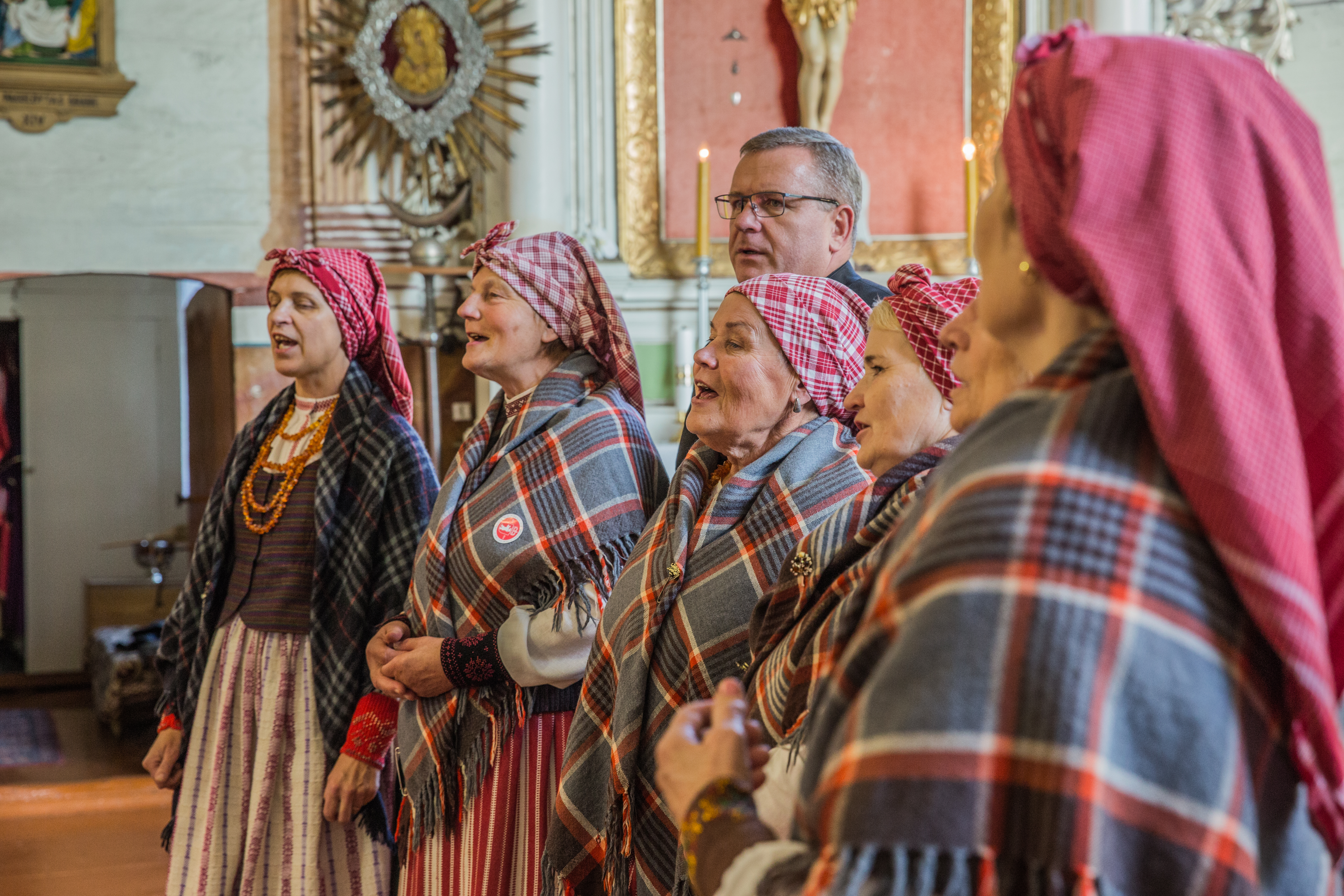